# Anthelephila abditus
Anthelephila abditus es una especie de coleóptero de la familia Anthicidae.

## Distribución geográfica
Habita en Megalaya (India).